# Dereczyn
Dereczyn (biał. Дзярэчын) – wieś (niegdyś miasteczko) w rejonie zelwieńskim obwodu grodzieńskiego Białorusi, położona na północ od Różany nad rzeką Zelwą.
Siedziba parafii prawosławnej (pw. Przemienienia Pańskiego) i rzymskokatolickiej (pw. Wniebowzięcia Najświętszej Maryi Panny).
Miasto magnackie położone było w końcu XVIII wieku w powiecie słonimskim województwa nowogródzkiego.

## Historia
Niegdyś własność Kopoczewiczów, Połubińskich oraz Sapiehów, którzy mieli tutaj swój pałac zbudowany w 1786 r. W 1629 roku Konstanty Połubiński i jego żona, Zofia z Sapiehów ufundowali w Dereczynie kościół i klasztor dominikanów. W XVIII wieku kanclerz i hetman Aleksander Michał Sapieha polecił zbudować w Dereczynie gmach z przeznaczeniem na zakład naukowy dla 30 synów zasłużonych wojskowych. Jego syn, Franciszek Sapieha (1772–1829), przeniósł się do Dereczyna w 1793 r. z rodzinnej siedziby w Różanie i rozbudował założenie pałacowe, m.in. o ogród. Po upadku powstania listopadowego wyposażenie pałacu, łącznie ze wspaniałymi obrazami, bogatą biblioteką i obszernym archiwum zostały wywiezione przez Rosjan do Petersburga, skąd już, jak większość zrabowanego Polsce dziedzictwa kultury, nigdy nie powróciły. Podobnie poczynione ze zbiorami w pobliskiej Różanie, gdzie straty dla kultury polskiej były jeszcze większe.
W 1878 r. Dereczyn liczył 2269 mieszkańców.
W okresie międzywojennym miejscowość była siedzibą gminy Dereczyn w powiecie słonimskim województwa nowogródzkiego. Według spisu powszechnego z 1921 r. było to miasteczko liczące 338 domów. Mieszkało tu 2180 osób: 1044 mężczyzn i 1136 kobiet. Pod względem wyznania żyło tu 525 rzymskich katolików, 302 prawosławnych, 1346 żydów i 7 mahometan. Większość mieszkańców (1307) deklarowała narodowość polską, 136 białoruską, a 737 żydowską.
Podczas okupacji hitlerowskiej, styczniu 1942 roku Niemcy utworzyli getto dla żydowskich mieszkańców. Przebywało w nim około 4000 osób. 23 lipca 1942 roku Niemcy zlikwidowali getto, a Żydów zamordowano na miejscu. Sprawcami zbrodni byli Niemcy z SD ze Słonimia, białoruska policja oraz litewskie i ukraińskie oddziały służ pomocniczych. 
Urodził się tutaj Tymoteusz Lipiński (1797), polski historyk i archeolog, a zmarł książę Aleksander Antoni Sapieha (1812), przyrodnik, etnograf, podróżnik i szpieg.

## Zabytki
- cerkiew pw. Przemienienia Pańskiego[3],
- neogotycki kościół pw. Wniebowzięcia Najświętszej Maryi Panny, plebania i brama na cmentarz katolicki,
- klasycystyczny pałac i kościół dominikanów już nie istnieją,
- murowana synagoga, zburzona podczas II wojny światowej[8].

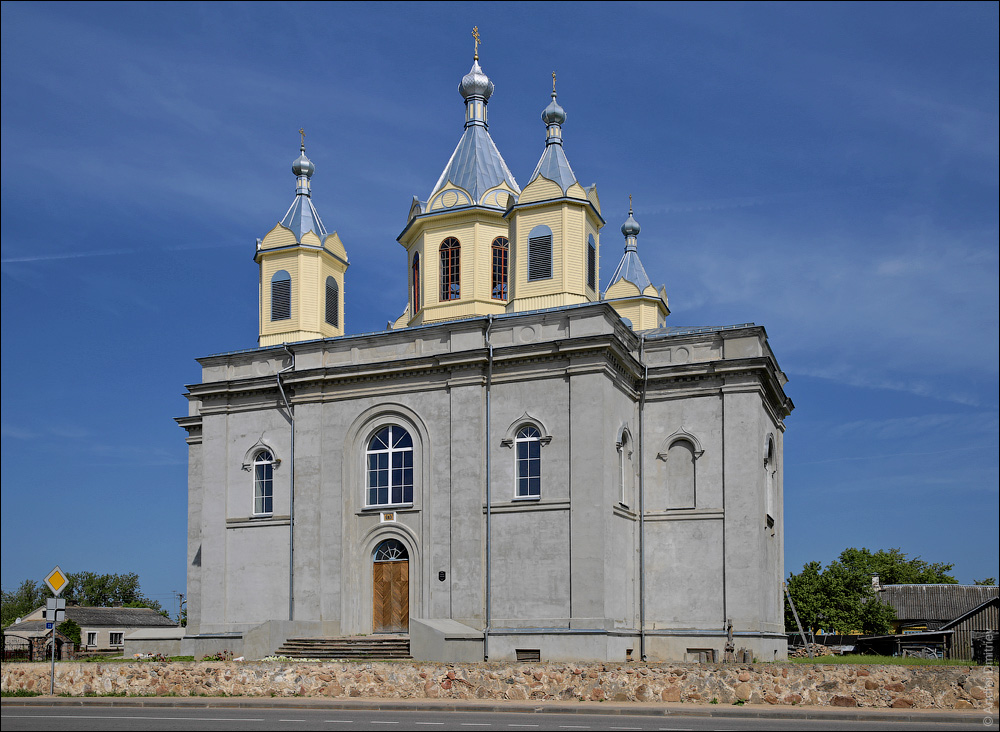
Cerkiew Przemienienia Pańskiego podczas renowacji
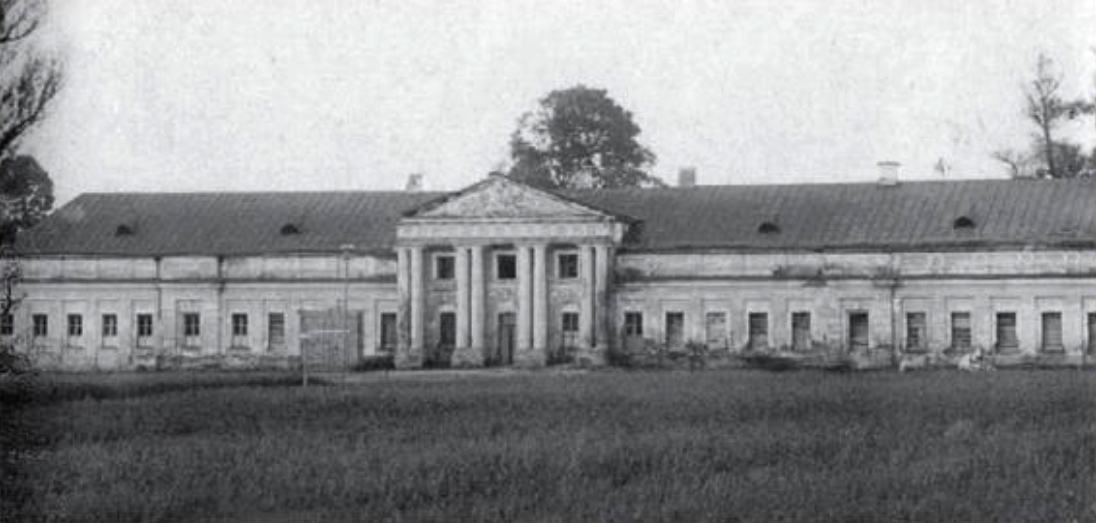
Pałac Sapiehów przed 1939 r.
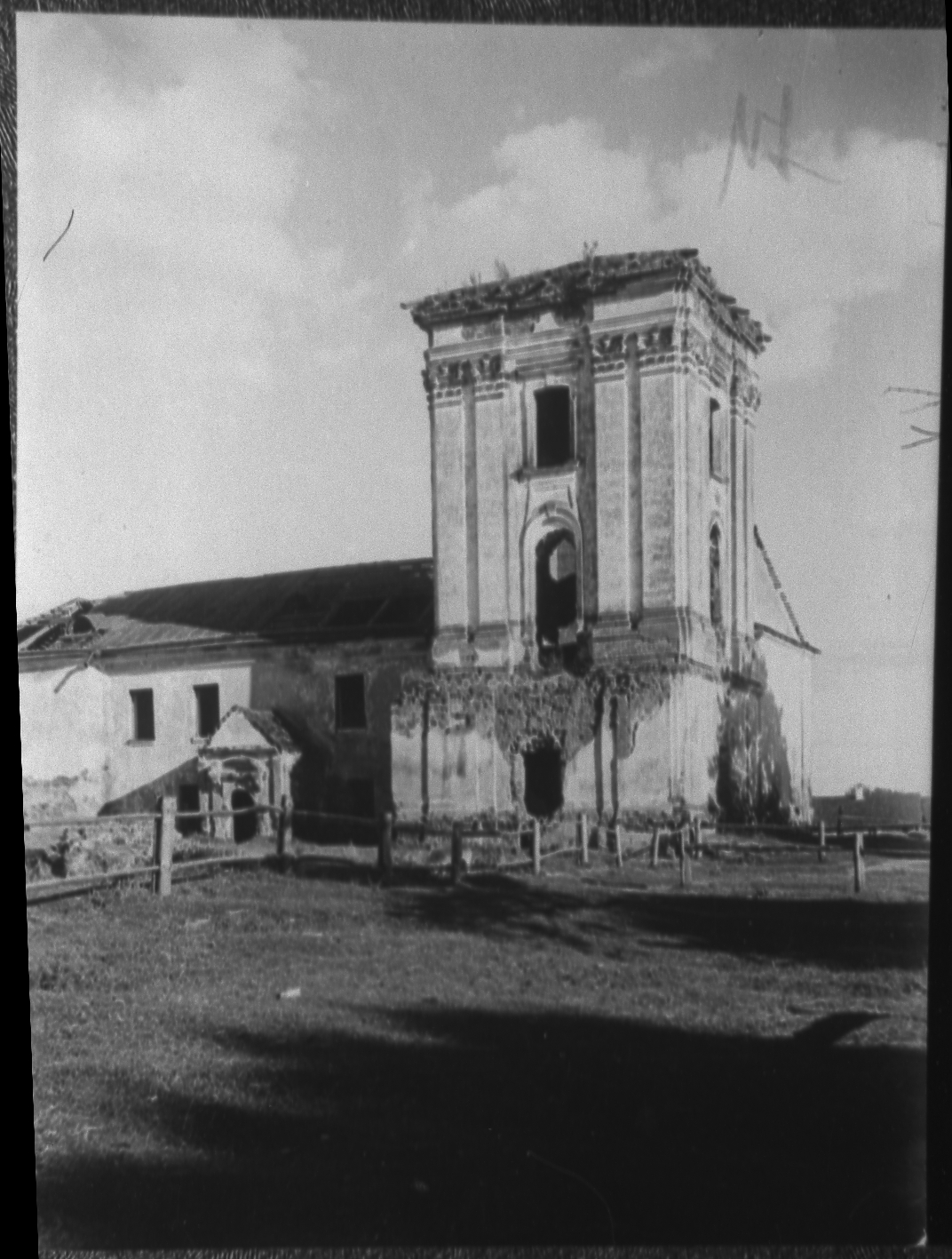
Kościół Dominikanów (nieistniejący)
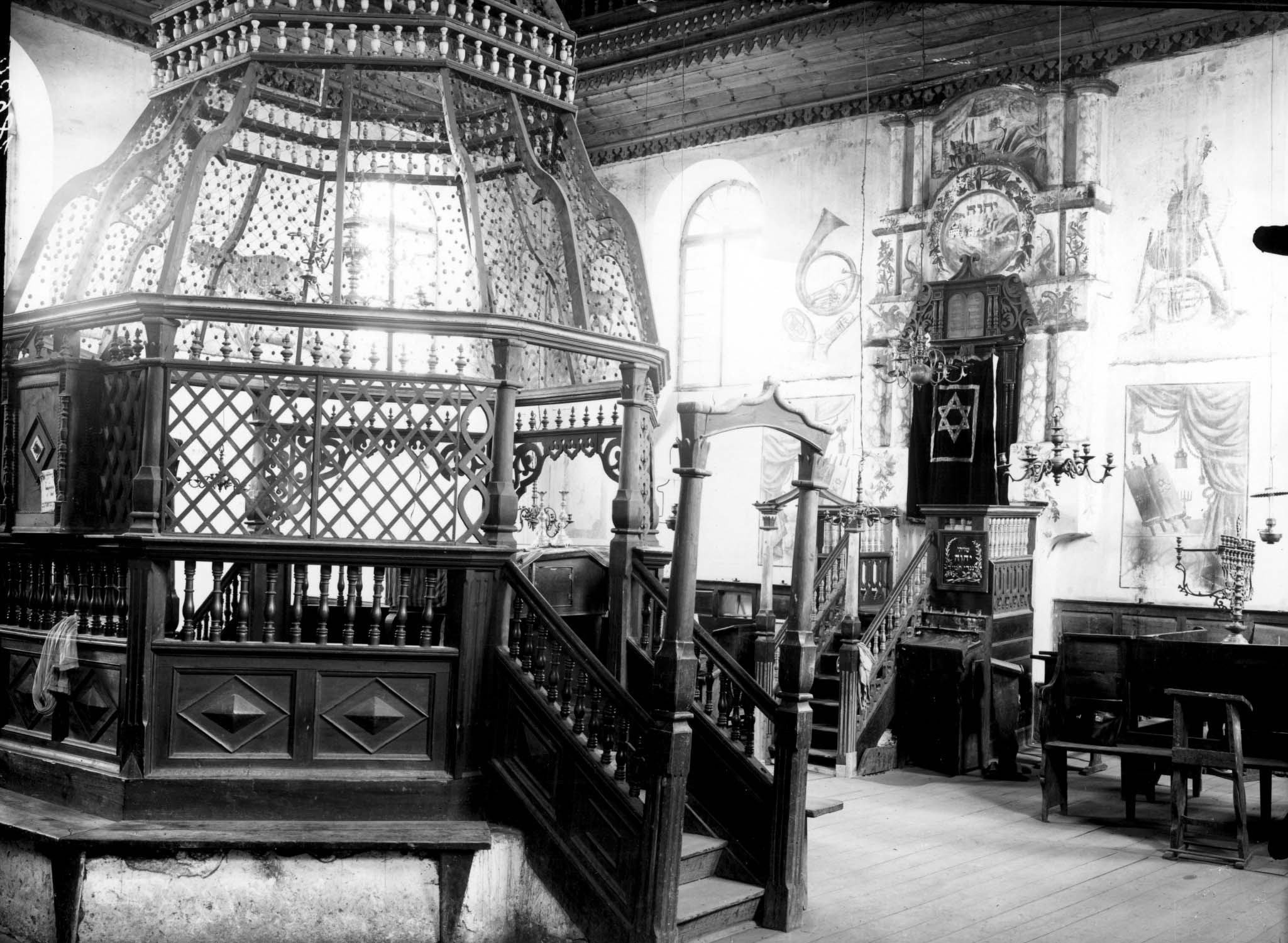
Wnętrze synagogi